# Matthews v United Kingdom
Matthews v United Kingdom est une affaire de droits de l'homme (18 février 1999) sur le droit de vote, en vertu de la Convention européenne des droits de l'homme.
Les Gibraltariens, bien que citoyens de l'UE en vertu du traité d'adhésion britannique, n'ont pas pu voter aux élections du Parlement européen. Gibraltar est lié par les lois de l'UE et a mis en œuvre la législation de l'UE intégralement et rapidement, mais les Gibraltariens et autres ressortissants de l'UE résidant à Gibraltar se sont vu refuser le droit de vote lors des élections du Parlement européen. La raison invoquée était que le gouvernement britannique n'avait pas pris les dispositions juridiques nécessaires et avait refusé de le faire.
En 1998, Lord Bethell a proposé un amendement au projet de loi sur les élections parlementaires européennes à la Chambre des Lords, pour prévoir le droit de vote pour les résidents de Gibraltar, mais il a été défait par le gouvernement travailliste, soutenu par les libéraux-démocrates.
Le Groupe d'autodétermination de Gibraltar (SDGG) a porté l'affaire devant la Cour européenne des droits de l'homme et a remporté une décision historique.
La demanderesse, Denise Matthews , est une citoyenne britannique et résidente de Gibraltar. En avril 1994, elle demanda à être inscrite sur les listes électorales pour les élections au Parlement européen. On lui a dit qu'aux termes de la loi CE sur les élections directes de 1976, Gibraltar n'était pas inclus dans le droit de vote pour ces élections.
La requérante alléguait que l'absence d'élections à Gibraltar au Parlement européen violait son droit de participer aux élections pour choisir le corps législatif en vertu de l'article 3 du Protocole n° 1. Elle alléguait également une violation de l'article 14 au motif qu'elle avait le droit de voter aux élections du Parlement européen partout dans l'Union européenne où elle résidait, à l'exception de Gibraltar. Il est constant que l'article 3 du Protocole n° 1 s'applique à Gibraltar.
À la suite de cette décision en 1999 et après consultation de la Commission électorale, Gibraltar a été inclus dans la circonscription du sud-ouest de l'Angleterre pour les élections au Parlement européen en 2004.
L'Espagne a déposé une plainte concernant la participation de Gibraltar aux élections européennes auprès de la Cour européenne de justice, mais cela n'a pas abouti.